# Колганов, Георгий Николаевич
Гео́ргий Никола́евич Колга́нов (25 октября 1932, Москва — 23 сентября 1993, там же) — советский художник-постановщик, лауреат Государственной премии РСФСР имени братьев Васильевых (1966).

## Биография
Георгий Николаевич Колганов родился в Москве 25 октября 1932 года. После окончания восьмого класса средней школы, в 1949 году Георгий поступил в Московское художественное училище имени 1905 года. С отличием сдав выпускные экзамены по специальности, Георгий стал учиться на художественном факультете ВГИКа.
В студенческие годы Георгий Колганов занимался книжной графикой и станковой живописью, однако едва окончив в 1959 году ВГИК, уже в 1960 году он принял предложение от Михаила Ромма взяться за работу художника-постановщика запускающейся в производство картины под рабочим названием «365 дней»(на экраны картина вышла под названием «Девять дней одного года»). М. И. Ромм задумывал новаторское кино и намеренно пригласил на ключевые позиции — оператора (Герман Лавров) и художника — совсем молодых людей. В тот же год Георгий Николаевич был принят на работу студией Мосфильм на должность художника-постановщика и уже до конца жизни он оставался художником кино. 5 марта 1962 года в Москве в кинотеатре «Россия» состоялась премьера картины «Девять дней одного года». Эта работа была названа лучшим фильмом 1962 года по опросу журнала «Советский экран».
В 1966 году из сорока двух произведений в области киноискусства, впервые представленных на соискание учреждённой в 1965 году Государственной премии РСФСР имени братьев Васильевых, были отобраны две: «Живые и мёртвые» и «Девять дней одного года».
Постановлением Совета Министров РСФСР от 11 октября 1966 года Георгий Колганов стал лауреатом Государственной премии.
За 33 года работы на киностудии Мосфильм Георгий Колганов участвовал в создании 32 фильмов.
23 сентября 1993 года Георгий Николаевич Колганов ушёл из жизни. Похоронен в Москве на Даниловском кладбище.

## Фильмография
- 1958 — «Юность наших отцов» — художник по костюмам
- 1960 — «Убить человека» — художник-постановщик
- 1960 — «Чудотворная» — художник-постановщик
- 1961 — «Девять дней одного года» — художник-постановщик
- 1962 — «Жертвы» — художник — постановщик
- 1964 — «Эстрадная фантазия» — художник-постановщик
- 1964 — «Ко мне, Мухтар!» — художник-постановщик
- 1965 — «Петух» — художник-постановщик
- 1966 — «Июльский дождь» — художник-постановщик
- 1967 — «Дом и хозяин» — художник-постановщик
- 1969 — «Колония Ланфиер» — художник-постановщик
- 1969 — «Только три ночи» — художник-постановщик
- 1972 — «Карнавал» — художник-постановщик
- 1972 — «Бой с тенью» — художник-постановщик
- 1973 — «Дача» — художник-постановщик
- 1974 — «Авария» — художник-постановщик
- 1975 — «Соло для слона с оркестром» — художник-постановщик
- 1976 — «Повесть о неизвестном актёре» — художник-постановщик
- 1977 — «В ночь на новолуние» — художник-постановщик
- 1978 — «31 июня» — художник — постановщик
- 1979 — «Тот самый Мюнхгаузен» — художник-постановщик
- 1981 — «Чёрный треугольник» — художник-постановщик
- 1982 — «Оставить след» — художник-постановщик
- 1983 — «Срок давности» — художник-постановщик
- 1984 — «Тайна виллы „Грета“» — художник-постановщик
- 1984 — «Через все годы» — художник-постановщик
- 1985 — «Валентин и Валентина» — художник-постановщик
- 1986 — «Выкуп» — художник-постановщик
- 1987 — «Ловкачи» — художник-постановщик
- 1988 — «Вам что, наша власть не нравится?!» — художник-постановщик
- 1989 — «Загадка Эндхауза» — художник-постановщик
- 1991 — «Не будите спящую собаку» — художник-постановщик
- 1992 — «Казино» — художник-постановщик

## Источник
- «Советская Россия», № 239 (3147), 14.10.1966.